# Conte di Morley
Conte di Morley è un titolo nobiliare inglese nella Parìa del Regno Unito.

## Storia
Già tra il 1299 ed il 1697 esistette un'antica Baronia di Morley appartenente appunto alla famiglia Morley, signori del maniero di Morley Saint Botolph nel Norfolk, che nel 1489 passò per matrimonio alla famiglia Parker. Nel 1815 John Parker, II barone Boringdon (1772–1840), alla sua elevazione alla dignità di conte, ottenne il titolo di conte di Morley proprio in riferimento all'antico maniero della sua famiglia in ricordo delle antiche origini medievali della stessa.
Lord Morley venne succeduto dal suo unico figlio, il II conte, il quale ebbe incarichi minori nel primo governo whig di Lord Russell. Suo figlio, il III conte, fu un politico liberale e prestò servizio nel governo di William Ewart Gladstone come Sottosegretario di Stato per la Guerra e come First Commissioner of Works. Suo nipote, il VI conte, succedette a suo zio nel 1962 ed era figlio di John Holford Parker, terzo e più giovane tra i figli del III conte. Lord Morley prestò servizio come Lord Luogotenente del Devon dal 1982 al 1998. Venne succeduto dal suo unico figlio nel 2015.
Il titolo di Barone Boringdon, di Boringdon nella Contea del Devon, venne creato nella Parìa di Gran Bretagna nel 1784 per il padre del I conte di Morley, John Parker, che già in precedenza aveva rappresentato Bodmin e Devon alla camera dei comuni britannica.
La sede di famiglia era Saltram House a Plymouth. Essa venne venduta al National Trust nel 1957 ma rimase sede della famiglia sino alla morte dell'ultimo conte nel 1962. La nuova sede della famiglia è oggi a Pound House, presso Yelverton, nel Devon.

## Baroni Boringdon (1784)
- John Parker, I barone Boringdon (n. 1788)
- John Parker, II barone Boringdon (1772–1840) (creato Conte di Morley nel 1815)

## Conti di Morley (1815)
- John Parker, I conte di Morley (1772–1840)
- Edmund Parker, II conte di Morley (1810–1864)
- Albert Edmund Parker, III conte di Morley (1843–1905)
- Edmund Robert Parker, IV conte di Morley (1877–1951)
- Montagu Brownlow Parker, V conte di Morley (1878–1962)
- John St Aubyn Parker, VI conte di Morley (1923–2015)
- Mark Lionel Parker, VII conte di Morley (n. 1956)

L'erede apparente è lo zio dell'attuale detentore del titolo, Nigel Parker.